# Соважезия
Соважезия (лат. Sauvagesia) — род древесных и травянистых растений семейства Охновые (Ochnaceae) порядка Мальпигиецветные (Malpighiales). Включает около 50 видов, распространённых в тропиках Северной и Южной Америки, а также Африки.

## Распространение
Ареал рода охватывает тропические регионы Северной Америки (Центральная Америка, Вест-Индия, часть Мексики) и Южной Америки, а также тропическое регионы континентальной Африки и Мадагаскар.

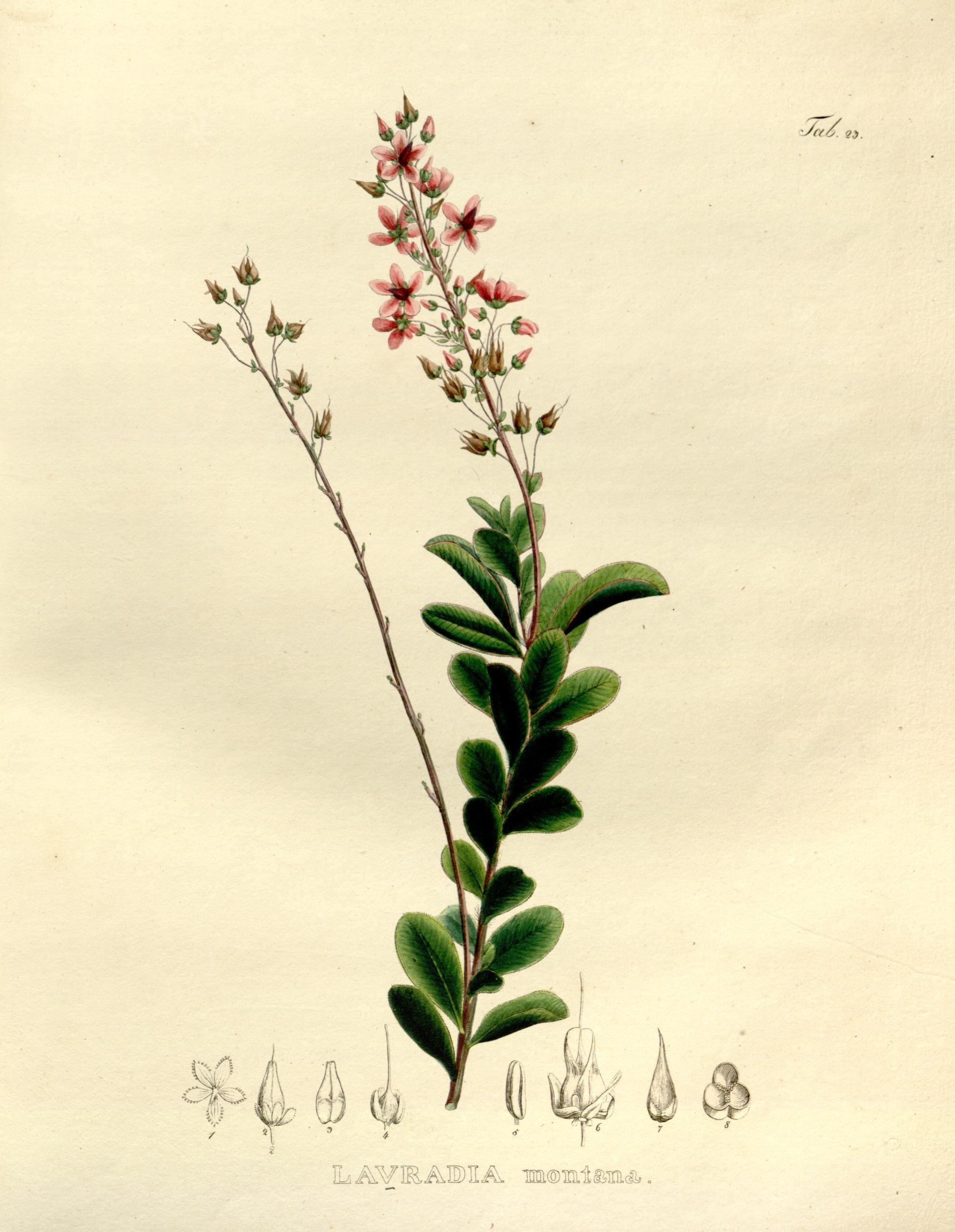
Sauvagesia glandulosa. Ботаническая иллюстрация из книги Nova genera et species plantarum: quas in itinere per Brasiliam (1824—1832; в книге вид указан как Lavradia montana)

## Биологическое описание
Среди представителей рода есть как древесные растения (кустарники и полукустарники), так и травы (как многолетние, так и однолетние). Все растения — без опушения. Листья — с прилистниками; могут быть как с черешками, так и без них. Листовые пластинки утолщённые, с пильчатым краем.
Соцветия — терминальные различного типа, могут быть редуцированы до одиночных цветков. Чашелистиков пять; у них светлый край и зелёная окраска остальной части; по мере созревания плодов они окраску не меняют и не увеличиваются в размерах. Лепестков пять, они могут быть различной бледной окраски — от белого цвета до розового. Андроцей состоит из двух или трёх кругов; во внешнем круге обычно находятся стаминодии. Тычинок пять.
Плод — коробочка. Семязачатки многочисленные. Семена мелкие, с обильным эндоспермом. Зародыши в семенах прямые, их длина равна примерно половине длины семени.

## Синонимы
В синонимику рода входят следующие названия (все синонимы являются гетеротипными):
- Iron P.Browne (1756)
- Lauradia Vand. (1788)
- Leitgebia Eichler (1871)
- Pentaspatella Gleason (1931)
- Roraimanthus Gleason (1933)
- Sauvagea L. (1758), orth. var.
- Vausagesia Baill. (1890)
- Sauvagia St.-Lag. (1881), orth. var.

## Виды
По информации базы данных Plants of the World Online (по состоянию на начало 2024 года), род включает 49 видов:
- Sauvagesia africana (Baill.) Bamps
- Sauvagesia aliciae Sastre
- Sauvagesia alpestris (Mart.) Zappi & E.Lucas
- Sauvagesia amoena Ule
- Sauvagesia angustifolia Ule
- Sauvagesia brevipetala Gilli
- Sauvagesia bryoclada Queiroz-Lima & D.B.O.S.Cardoso
- Sauvagesia capillaris (A.St.-Hil.) Sastre
- Sauvagesia cryptothallis S.Nozawa
- Sauvagesia deficiens A.C.Sm.
- Sauvagesia deflexifolia Gardner
- Sauvagesia elata Benth.
- Sauvagesia elegantissima A.St.-Hil.

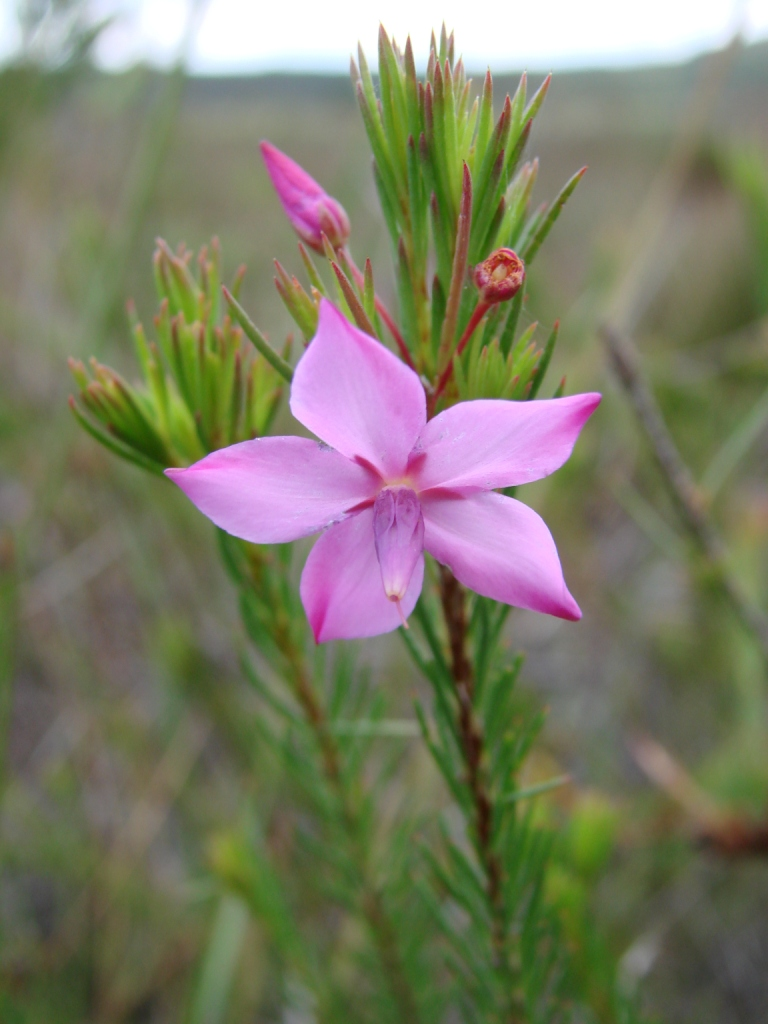
Sauvagesia ribeiroi, Бразилия

- Sauvagesia erecta L. typus[1] — Соважезия прямая; вид, распространённый как в тропиках обеих Америк, так и в Африке[2]
- Sauvagesia ericoides A.St.-Hil.) Sastre
- Sauvagesia erioclada Maguire & K.D.Phelps
- Sauvagesia falcisepala Sastre
- Sauvagesia fruticosa Mart.
- Sauvagesia glandulosa (A.St.-Hil.) Sastre
- Sauvagesia guianensis (Eichler) Sastre
- Sauvagesia imthurniana (Oliv.) Dwyer
- Sauvagesia insignis (Ule) Sastre
- Sauvagesia insolita Queiroz-Lima & D.B.O.S.Cardoso
- Sauvagesia laciniata Sastre
- Sauvagesia lagevianae D.B.O.S.Cardoso
- Sauvagesia lanceolata Sastre
- Sauvagesia linearifolia A.St.-Hil.
- Sauvagesia longifolia Eichler
- Sauvagesia longipes Steyerm.
- Sauvagesia nitida Zappi & E.Lucas
- Sauvagesia nudicaulis Maguire & Wurdack
- Sauvagesia oliveirae Harley & Giul.
- Sauvagesia paganuccii D.B.O.S.Cardoso & Harley
- Sauvagesia paniculata D.B.O.S.Cardoso & A.A.Conc.
- Sauvagesia paucielata Sastre
- Sauvagesia pulchella Planch.
- Sauvagesia racemosa A.St.-Hil.
- Sauvagesia ramosa (Gleason) Sastre
- Sauvagesia ramosissima Spruce ex Eichler
- Sauvagesia ribeiroi Harley & Giul.
- Sauvagesia roraimensis Ule
- Sauvagesia rubiginosa A.St.-Hil.
- Sauvagesia semicylindrifolia Sastre
- Sauvagesia setulosa Queiroz-Lima & D.B.O.S.Cardoso
- Sauvagesia spicata (Glaz. ex Dwyer) Queiroz-Lima & D.B.O.S.Cardoso
- Sauvagesia sprengelii A.St.-Hil.
- Sauvagesia tafelbergensis Sastre
- Sauvagesia tenella Lam.
- Sauvagesia vellozoi (Vell. ex A.St.-Hil.) Sastre